# Pietro Algeri
Pietro Algeri (Torre de' Roveri, província de Bèrgam, 2 d'octubre de 1950) va ser un ciclista italià que fou professional entre 1974 i 1982. Els seus principals èxits els aconseguí en el ciclisme en pista on es proclamà Campió del Món de Persecució per equips.
Un cop retirat va dirigir diferents equips com el Del Tongo, el Mapei o el Saunier Duval, però especialment a l'equip Lampre on va estar-hi més de deu anys en dues etapes.
El seu germà Vittorio i el seu fill Matteo també han estat ciclistes professionals.

## Palmarès en pista
- 1971
  -  Campionat del món de persecució per equips amateur, amb Giacomo Bazzan, Luciano Borgognoni i Giorgio Morbiato
- 1975
  -  Campió d'Itàlia en Persecució
- 1977
  -  Campió d'Itàlia en Mig Fons
- 1979
  -  Campió d'Itàlia en Mig Fons
  - 1r als Sis dies de Mont-real, amb Willy Debosscher
- 1980
  - 1r als Sis dies de Mont-real, amb Willy Debosscher

## Palmarès en ruta
- 1970
  - 1r al Circuit del Porto-Trofeu Arvedi
- 1972
  - Vencedor d'una etapa a la Settimana Ciclistica Bergamasca
- 1973
  - 1r al Trofeu Papà Cervi

### Resultats al Giro d'Itàlia
- 1976. 85è de la classificació general
- 1977. 111è de la classificació general
- 1978. 90è de la classificació general
- 1980. Desqualificat (10a etapa)